# Luis Marques

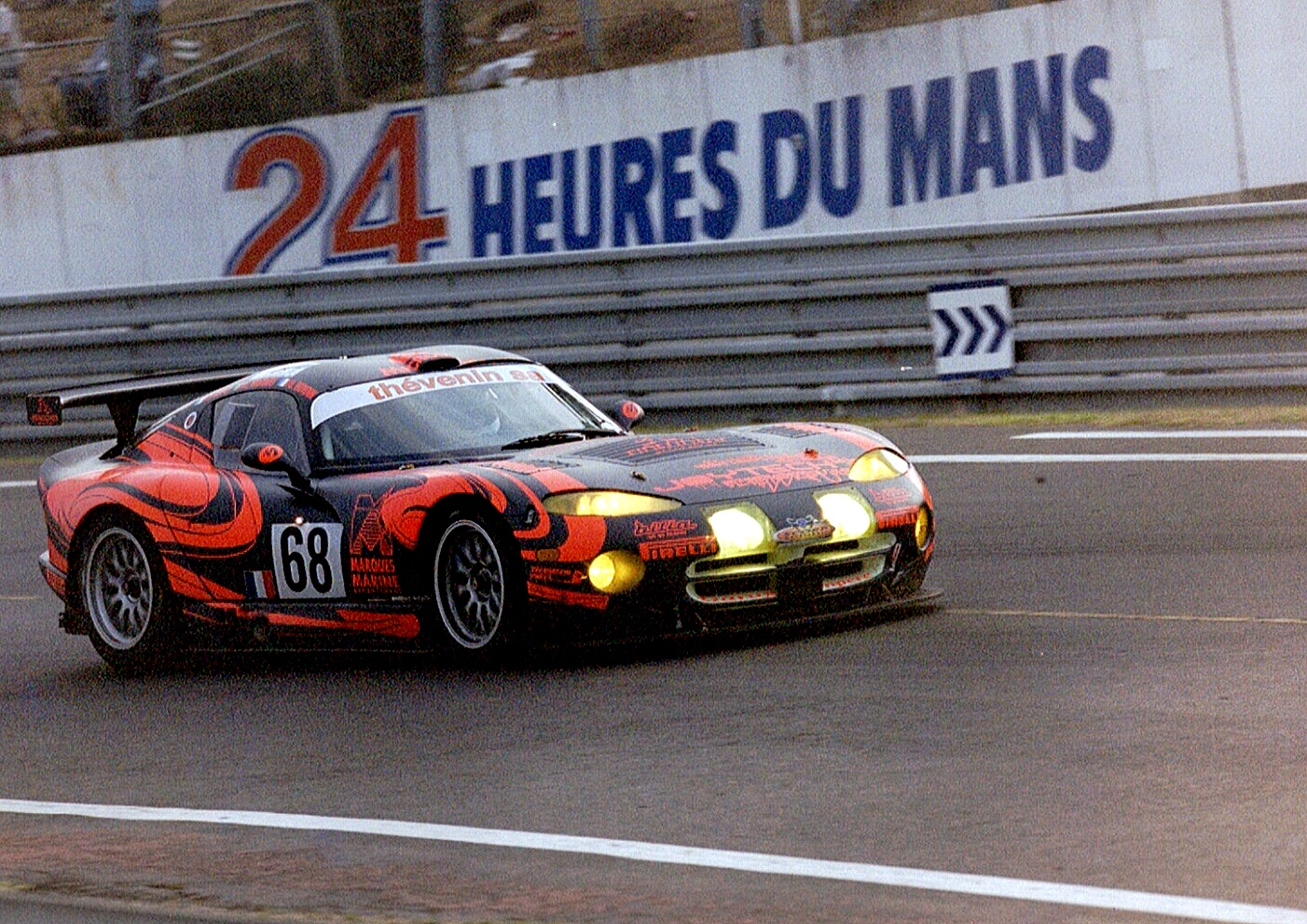
Der von Luis Marques beim 24-Stunden-Rennen von Le Mans 2003 gefahrene Chrysler Viper GTS-R

Luis Marques (* 8. September 1967 in Nogent-sur-Marne) ist ein ehemaliger französischer Autorennfahrer.

## Karriere
Luis Marques war ein bekannter Rennfahrer in der französischen GT- und Tourenwagenszene. Seine erste erfolgreiche Rennsaison bestritt er 1999, als er Gesamtneunter im französischen Porsche-Carrera-Cup wurde. Ein Jahr später beendete er die GT-Meisterschaft seines Heimatlandes an der dritten Stelle der Gesamtwertung.
Zweimal war er beim 24-Stunden-Rennen von Le Mans am Start. 2000 belegte er im Team des ehemaligen französischen Ski-Weltcupsiegers Luc Alphand den 17. Rang in der Gesamtwertung. Bei seinem zweiten Auftritt 2003 fiel es aus. 

## Statistik

### Le-Mans-Ergebnisse
| Jahr | Team                           | Fahrzeug             | Teamkollege      | Teamkollege     | Platzierung | Ausfallgrund |
| ---- | ------------------------------ | -------------------- | ---------------- | --------------- | ----------- | ------------ |
| 2001 | Warm Up Luc Alphand Aventures  | Porsche 996 GT3 R    | Michel Ligonnet  | Luc Alphand     | Rang 17     |              |
| 2003 | Scorp Motorsport Communication | Chrysler Viper GTS-R | Olivier Thévenin | Dominique Dupuy | Ausfall     | Motorschaden |